# Ляльковий дім
«Ляльковий дім» (норв. Et dukkehjem; в інших українських перекладах також: «Нора: драма на 3 дії», «Нора, або Хатка ляльки: драма на 3 дії», «Лялькова хатка») — п'єса на три дії норвезького драматурга Генріка Ібсена, прем'єра якої відбулася в Данському королівському театрі у Копенгагені 21 грудня 1879 року. П'єса була опублікована в тому ж місяці, напередодні прем'єри. 2001 року твір Ібсена занесено до реєстру програми ЮНЕСКО «Пам'ять світу».
Після постановки п'єса викликала багато дебатів, оскільки в ній гостро критикуються шлюбні норми 19 століття.

## Історія створення
П'єса задумана у 1878 році (перші начерки  датовані 19 жовтня). Ібсен прагнув в класичній формі трагедії висловити сучасні проблеми. Написано ж твір у 1879 році. В основу драми Ібсен поклав реальну подію. Прототипом Нори стала норвезько-данська письменниця Лаура Кілер (уроджена Петерсон, 1849-1932). Під впливом п'єси «Бранд» 19-річна дівчина написала книгу «Дочки Бранда», яка вийшла у світ у 1869 році під псевдонімом. Ібсен познайомився з дівчиною і порадив зайнятися літературою. Між ними зав'язалася дружба. Після смерті батька Лаура з матір'ю переїхала в Данію, де у 1873 році стала дружиною ад'юнкта Віктора Кілер. Він був доброю людиною, але іноді у нього траплялися напади жорстокості, особливо болісно переносив він грошові проблеми. У 1876 Віктор захворів на туберкульоз. Його потрібно було лікувати на Півдні. Прохання Лаури, щоб він звернувся до свого багатого батька, нічого не дали. Тоді вона таємно взяла позику в банку. За неї поручився її впливовий багатий друг. У тому ж році вони з чоловіком відправилися в Швейцарію й Італію. Чоловік вилікувався від хвороби. На зворотному шляху в Мюнхені Кілери відвідали Ібсенів. Лаура по секрету все розповіла Сюзанні, дружині Ібсена. Після повернення в Данію знову потрібні були гроші для переїзду в інше місто. Лаура знову зробила позику в формі векселя. За неї поручився далекий родич, великий комерсант. На час закінчення векселя Лаура була хвора після пологів, без грошей. Родич теж був в складному матеріальному становищі і не зміг викупити вексель. Лаура в розпачі зважилася видати підроблений вексель - але передумала і знищила його. Всі її дії стали відомі її чоловікові. Спочатку він їй глибоко співчував, але під впливом сім'ї і друзів змінив своє ставлення до неї і став вимагати розлучення, яке незабаром оформили. Дітей у Лаури забрали, її визнали психічнохворою, брехухою. Але минув час, чоловік попросив Лауру повернутися додому. Вона повернулася, знову стала його дружиною, з 1879 приступила до літературної діяльності і поступово виплатила всі борги. Після цього у неї було дві зустрічі з Ібсеном. Саме її життя стало основою для сюжету «Лялькового дому».

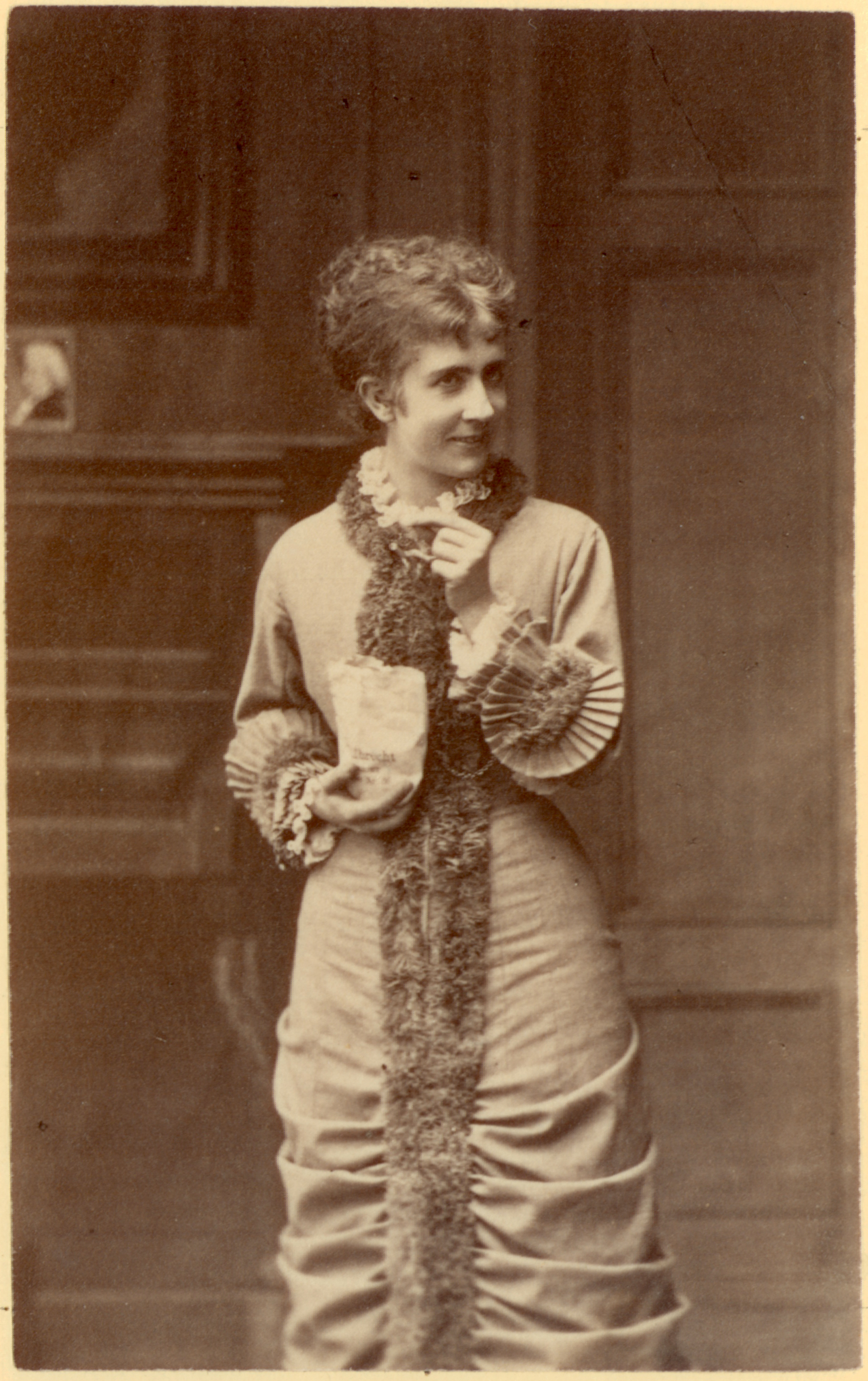
Бетті Хеннінгс у ролі Нори на світовій прем'єрі "Лялькового дому" у Королівському театрі Данії. Фотографія зроблена в 1879 або 1880 році.

## Дійові особи
- Нора Гельмар — молода вродлива дружина Торвальда, мати трьох дітей.
- Торвальд Гельмар — чоловік Нори, амбітний та честолюбний юрист, нещодавно одержав підвищення та працює у банку.
- Доктор Ранк — друг родини Гельмарів, смертельно хворий на "спинний туберкульоз", яким він заразився від свого батька.
- Христина Лінде — подруга Нори зі шкільних років, удовиця. Зазнала багато лиха в житті, перебуває в скруті та шукає заробітку. До подій описаних у п'єсі мала стосунки з Кроґстадом.
- Нільс Кроґстад — юрист, знайомець Нори та Торвальда, працює у тому ж банку, що й Торвальд. У минулому займався махінаціями з документами.
- Анна-Марія — няня дітей Нори. В минулому також няня самої Нори, піклувалася про Нору замість матері.
- Діти — діти Нори та Торвальда: Івар, Боббі та Еммі.
- Хелен — служниця в домі Гельмарів.
- Посильний — на початку п'єси привозить різдвяну ялинку до оселі Гельмарів.

## Синопсис

### Перша дія
«Ляльковий Дім» розпочинається сценою, коли Нора Гельмар повертається з міста, де робила різдвяні закупки. Її чоловік Торвальд виходить із свого кабінету й починає сварку, темою якої є сімейні фінанси, що обіцяють покращитися після того, як Торвальд став менеджером банку. Торвальд обурений боргами. Нора поводиться по-дитячому, а він отримує задоволення від того, що може повчати її як дитину.
Незабаром прибуває стара подруга Нори Христина Лінде, бездітна вдова, що планує перебратися до міста. Після смерті чоловіка вона залишилася без грошей, а тому змушена була братися за різні роботи, і тепер шукає не надто важкої роботи. Нора зізнається Христині, що одного разу позичила гроші в адвоката Нільса Кроґстада, щоб урятувати життя Торвальда, коли він був дуже хворий. Втім, вона не розповіла про це чоловікові, щоб не поранити його гордість. Вона сказала, що отримала гроші від батька, який помер приблизно тоді ж. Вона виплачує борг із бюджету, який чоловік виділяє їй на домашнє господарство, а також заробляючи на копіюванні документів. Вона робить це потайки, у своїй кімнаті, й пишається тим, що заробляє гроші, як чоловік. Нова робота Торвальда обіцяє звільнити їх від боргів.
Нора просить Торвальда взяти Христину на роботу секретарки в банк, і він погоджується, оскільки Христина має досвід рахівника. Вони виходять разом.
Приходить Кроґстад і повідомляє Норі, що його, мабуть, звільнять з роботи. Він просить її допомогти йому зберегти роботу, обіцяючи боротися до останнього. Нора вагається, і Кроґстад говорить, що знає про підробку бондів, які вона підписала, щоб отримати у нього позику. Оскільки вона жінка, то її підпис повинна була підтвердити особа чоловічої статі. Вона сказала, що це зробив батько, але на час підписання її батько вже три дні як помер, що свідчить про підробку. Нора визнає, що підробила підпис, щоб не тривожити батька даремно — вона була вагітна, без грошей, із серйозно хворим чоловіком. Кроґстад пояснює, що підробка є порушенням закону. Якщо він розповість про неї, репутація Нори буде зруйнована, як була зруйнована його власна репутація після аналогічного порушення. Він фальшував документи задля своєї дружини, яка все ж померла пізніше. Хоча його не судили, але він втратив довіру.

### Друга дія
Приходить Христина, щоб допомогти Норі підшити сукню до костюмованої вечірки, на яку вони з Торвальдом збираються. Торвальд повертається з банку, й Нора просить його відновити Кроґстада на посаді, аргументуючи це своїми побоюваннями, що Кроґстад опублікує наклеп на Торвальда й зруйнує його кар'єру. Торвальд намагається розвіяти її страх, пояснюючи, що, хоча Кроґстад непоганий працівник і, схоже, виправляє своє життя, все ж він ніскільки не дорожчий для Торвальда, ніж інші співробітники банку, а тому його звільнять.
Наступного дня прибуває друг родини доктор Ранк, і Нора просить у нього допомоги. Він зізнається, що хворий на спинний туберкульоз останньої стадії (тодішній евфемізм сифілісу), і що він завжди потайки був закоханий у неї. Нора пробує віджартуватися від першого зізнання, але друге бентежить її. Вона незграбно намагається пояснити, що ставиться до нього, як до доброго товариша, але не кохає.
Приходить Кроґстад. Він у розпачі — його звільнили. Нора проводить доктора Ранка в кабінет чоловіка, щоб він не бачив Кроґстада. Кроґстад проголошує, що його не хвилює залишок Нориного боргу, але документ про позику він збереже з метою шантажувати Торвальда й добитися від нього не лише повернення на роботу, а й підвищення. Нора пояснює, що вона намагалася вмовити чоловіка, але Торвальд її не послухав. Кроґстад повідомляє, що написав лист, в якому повідомляє про підробку, й кладе лист у замкнену Торвальдову поштову скриньку.
Нора розповідає Христині про свої нещастя. Христина говорить, що вони з Кроґстадом кохали одне одного до її шлюбу, й обіцяє спробувати вблагати його.
Приходить Торвальд і намагається перевірити пошту, але Нора відволікає його проханням допомогти з танцем, який вона розучувала до костюмованої вечірки. Вона танцює так погано й виглядає настільки збентеженою, що Торвальд увесь вечір тратить з нею. Коли всі йдуть вечеряти, Нора залишається на кілька хвилин і роздумує про самогубство, яке врятувало б її чоловіка від ганьби, пов'язаної з розкриттям її злочину й галантної самопожертви з його боку з наміром урятувати її репутацію.

### Третя дія
Христина говорить Кроґстаду, що вона одружилася зі своїм чоловіком тільки тому, що в неї не було жодної іншої можливості забезпечити хвору матір та молодших братів і сестер, а тепер вона може знову запропонувати йому своє кохання. Вона думає, що він не опустився б до негідної поведінки, якщо б вона не покинула його. Кроґстад розчулений і пропонує їй забрати лист до Гельмара. Однак, Христина вирішує, що Торвальд повинен знати правду...
Повернувшись із вечірки, звідки Нору довелося виводити ледь не силою, Торвальд збирається перевіряти пошту, але тут приходить доктор Ранк. Після недовгої світської розмови, в якій доктор натяками намагається повідомити Норі, що це останнє прощання й він на порозі смерті, Торвальд нарешті відкриває поштову скриню. Нора збирається духом, щоб покінчити з життям. Прочитавши лист від Кроґстада, Торвальд проголошує, що він тепер повністю в руках у Кроґстада, і йому доведеться задовольнити вимоги шантажиста. Він звинувачує Нору в аморальності й проголошує її негідною того, щоб виховувати їхніх дітей. Він проголошує, що їхній шлюб відтепер буде лише про людське око.
Входить покоївка з листом, адресованим Норі. Кроґстад повернув їй сфальшовані документи і пише, що шкодує про свої дії. Торвальд радіє порятунку й спалює папери. Водночас він бере назад свої звинувачення й проголошує Норі, що пробачає її. Нора розуміє, що її чоловік зовсім не той сильний та галантний чоловік, яким вона його вважала, що він любить себе самого більше, ніж її.
Торвальд пояснює, що, пробачивши свою дружину, чоловік любить її ще більше, оскільки це нагадує йому, що вона повністю від нього залежна, як дитина. На його думку Норин вчинок, який вона здійснила, щоб врятувати його здоров'я, і роки таємних намагань звільнити сім'ю від боргу й уберегти від втрати репутації, та її намагання зробити все потай від чоловіка, щоб уберегти спокій його душі, не більше ніж властива жінкам дурість.
У відповідь Нора повідомляє чоловікові, що йде від нього, і житиме сама, намагаючись збагнути, ким вона є насправді, у що вона вірить, та вирішити, що робити далі в житті. Вона говорить, що все життя до неї ставилися як до ляльки, з якою грався спочатку її батько, а потім чоловік. Збентежений загрозою репутації сім'ї, Торвальд наполягає, що вона повинна виконувати свої обов'язки дружини й матері, але Нора відповідає, що має перший обов'язок перед собою самою, що вона не може бути доброю дружиною й матір'ю, якщо не навчиться бути чимось більшим, ніж лялька. Вона зізнається, що сподівалася від нього самопожертви заради неї, що вона думала про самогубство, яке завадило б цій уявній самопожертві. А тепер вона розуміє, що він зовсім не та людина, за яку вона його приймала, що їхній шлюб лежав на фундаменті взаємних фантазій та непорозумінь.
Торвальд не може збагнути Норину точку зору. Вона суперечить усьому тому, чому його вчили про жіночий розум. Більш того, він настільки самозакоханий, що йому годі втямити, яким вона його бачить: людиною егоїстичною, лицемірною, для якої репутація коштує більше, ніж справжня мораль. Нора залишає ключі й обручку і гримає дверима, залишаючи душевно зламаного Торвальда в сльозах.

### Альтернативна розв'язка
Для німецької прем'єри Ібсен був вимушений написати альтернативну розв'язку, яка, на думку організаторів, краще б узгоджувалася зі смаками німецької публіки. У цьому варіанті п'єси Нору ведуть до дітей після суперечки з Торвальдом. Нора падає на коліна перед дверима дитячої кімнати. Одразу опускається завіса, що прямо натякає на те, що Нора змінює свою думку та вирішує залишитися з родиною. Пізніше Ібсен називав таку розв'язку ганебною по відношенню до оригінальної п'єси. Сучасні театральні вистави та екранізації не використовують цей варіант розв'язки.

## Переклади українською
Ляльковий дім українською перекладали Марія Грінченко  (під псевдо Марія Загірня) (1908), Марія Грушевська (1908), Вероніка Гладка та Катерина Корякіна (1930),  Олекса Новицький (1956), та Ольга Сенюк (2011).
- Генрік Ібсен. Нора: драма на 3 дії. Переклад з норвезької: Марія Грінченко (під псевдо Марія Загірня); заредактував: Борис Грінченко. Київ: Типографія Барсаго. 1908. 98 стор.
- Генрік Ібсен. Нора, або Хатка ляльки: драма на 3 дії. Переклад з норвезької: Марія Грушевська. Київ: Друкарня І. Врублевського і Т. Озерова, 1908. 149 стор.
- Генрік Ібсен. Вибрані твори. У 3-х томах. Переклад з норвезької: Йосип Зорянчук, Вероніка Гладка, Катерина Корякіна; редактор: Дмитро Загула. Харків-Київ: ДВУ (том 3); Харків-Київ: ЛіМ (Том 2). 1930—1932. (серія «Бібліотека чужоземної літератури»).[3]

-   - Том 1: не видано
  - Том 2: Підпори громадянства (перша п'єса переклад з норвезької: Вероніка Гладка, Катерина Корякіна); Росмерсгольм; Будівничий Сольнес (останні дві п'єси переклад з норвезької: Йосип Зорянчук. 1932. 228 с.)
  - Том 3: Лялькова хатка; Ворог народові; Дика качка; Привиди (усі п'єси переклад з норвезької: Вероніка Гладка, Катерина Корякіна. 1930. 300 стор.)

- (передрук) Генрік Ібсен. Ляльковий дім; Дика качка: п'єси. Переклад з норвезької: Вероніка Гладка, Катерина Корякіна. Київ: Знання, 2016. 207 стор. (Скарби ; № 4, 2016). ISBN 978-617-07-0355-2 (тверда палітурка). — ISBN 978-617-07-0356-9 (м'яка обкладинка)

- Генрік Ібсен. Вибране. Переклад з норвезької: Елеонора Ржевуцька, Олекса Новицький, Любомир Дмитерко, Петро Тернюк. Київ: ДВУ. Переднє слово: К. Державін. Київ: Державне видавництво художньої літератури. 1956. 337 стор.

-   - Підпори суспіпльства (переклад Е. Ржевуцької)
  - Ляльковий дім (переклад О. Новицького)
  - Привиди (перекад Л. Дмитерка)
  - Дика качка (переклад М. Тернюка)

- (передрук) Генрік Ібсен. Ляльковий дім. Бернард Шоу. Пігмаліон. Переклад з російської: Олекса Новицький (Ляльковий дім); переклад з англійської: Микола Павлов (Пігмаліон); упорядник: Лариса Федорів. Львів: Червона калина, 2003. 216 стор. (Серія «Світ шкільної читанки» ; кн.6) (Європейська драма на межі XIX—XX ст. (збірник)). ISBN 5-7707-07-0737-2

- Генрік Ібсен. Ляльковий дім: п'єси. Переклад з норвезької: Ольга Сенюк та інші; малюнки: Б.П. Бублик. Харків: Фоліо, 2011. 349 стор. (Бібліотека світової літератури. Норвезька література / Інститут літератури імені Т. Г. Шевченка НАН України). ISBN 978-966-03-5284-1

-   - Підпори суспільства (переклад Е. Ржевуцької)
  - Ляльковий дім (переклад О. Сенюк)
  - Привиди (перекад Л. Дмитерка)
  - Дика качка (переклад П. Тернюка)

## Вивчення в школі
За програмою "ЗАРУБІЖНА ЛІТЕРАТУРА" для загальноосвітніх навчальних закладів 5–9 класи (2012 р. зі змінами 2015-2017 рр.) п'єса "Ляльковий дім" вивчається в 9 класі.

## Екранізації
- Німий фільм  «Ляльковий дім[en]» (англ. A Doll's House) (США, реж. Чарльз Браєнт, 1922).
- Німий фільм  «Нора[en]» (нім. Nora) (Німеччина, реж. Бертольд Віртель[en], 1923).